# Indian Wells, California
Indian Wells este un oraș din comitatul Riverside, aflat în statul  California,  Statele Unite ale Americii.